# Prototheora
Prototheora hay "bướm đêm nguyên thủy châu Phi" là chi bướm đêm duy nhất trong họ Prototheoridae thuộc bộ Cánh vẩy, trong liên họ Hepialoidea. Các loài bướm trong họ này là loài đặc hữu của Nam Mỹ.

## Danh sách các loài
- Prototheora parachlora (Meyrick, 1919) (originally in Metatheora)
  - =Prototheora paraglossa; Janse, 1942
- Prototheora petrosema Meyrick, 1917
- Prototheora monoglossa Meyrick, 1924
- Prototheora corvifera (Meyrick, 1920) (originally in Metatheora)
- Prototheora merga Davis, 1996
- Prototheora quadricornis Meyrick, 1920
- Prototheora biserrata Davis, 1996
- Prototheora serruligera Meyrick, 1920
- Prototheora cooperi Janse, 1942
- Prototheora geniculata Davis, 1996
- Prototheora drackensbergae Davis, 1996
- Prototheora angolae Davis, 1996
- Prototheora malawiensis Davis, 2001